# غبار ستاره دنباله‌دار
غبار ستاره دنباله‌دار (به بنگالی: Meghe Dhaka Tara) فیلمی محصول سال ۱۹۶۰ و به کارگردانی ریتویک گاتاک است. در این فیلم بازیگرانی همچون سوپریا دوی، آنیل چاترجی، گیتا گاتک، بیجون باهاتاچاریا، گیتا دی ایفای نقش کرده‌اند.